# Kirchgasse 22 (Eppingen)

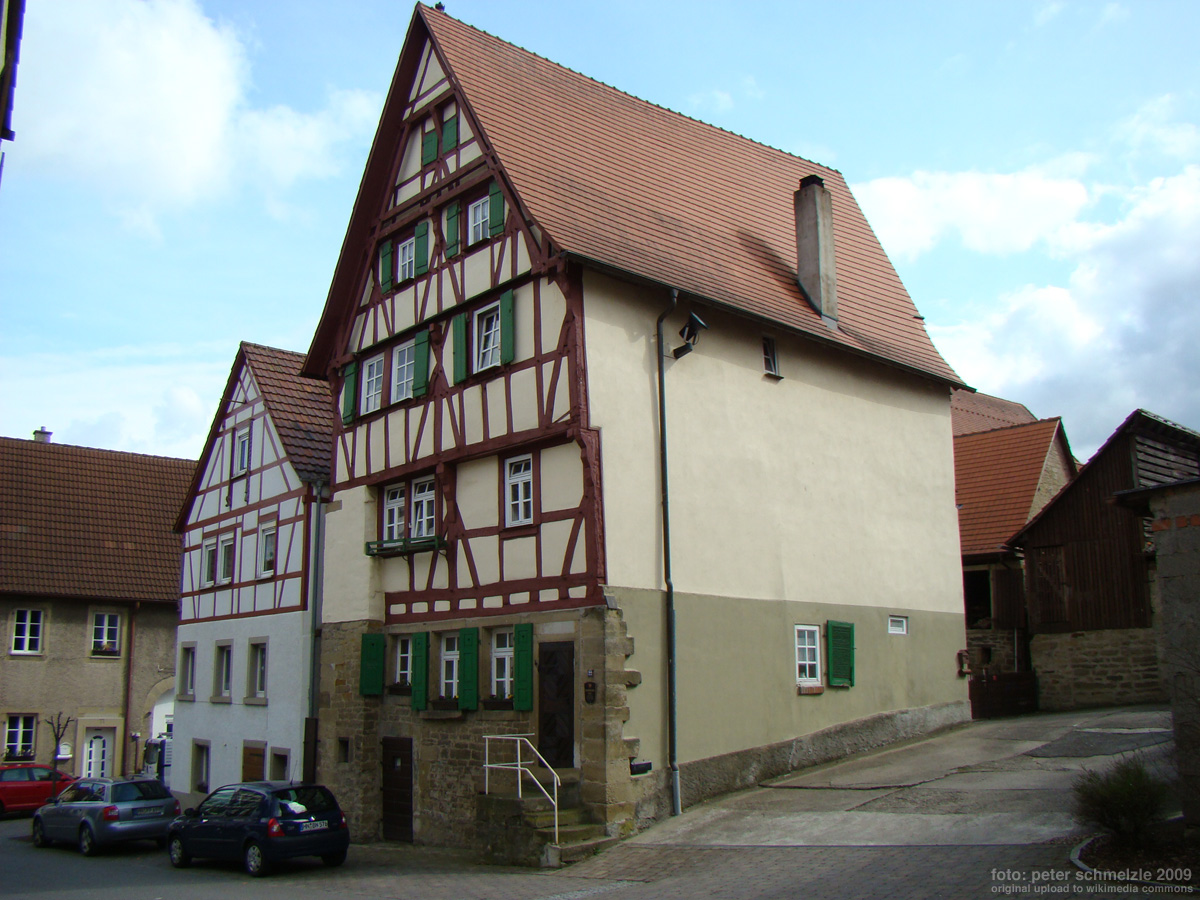
Fachwerkhaus Kirchgasse 22 in Eppingen

Das Haus Kirchgasse 22 in Eppingen, einer Stadt im Landkreis Heilbronn im nördlichen Baden-Württemberg, ist ein um 1450 errichtetes Fachwerkhaus im Kraichgau. Das Gebäude ist als Kulturdenkmal geschützt.

## Baubeschreibung
Das Haus stand einst dicht zwischen zwei Häusern, nur von einem Ehgraben von diesen getrennt. Das rechte Nachbarhaus wurde nach 1945 abgerissen. Das sehr steile Dach steht über dem Giebel weit vor.
Das Erdgeschoss dieses Hauses in Stockwerkbauweise besteht aus unverputztem Werksteinmauerwerk. Der erste Fachwerkstock stößt an der linken Traufseite (von der Straße aus gesehen) gegen eine dicke ältere Mauer. Der zweite Fachwerkstock sitzt auf dieser Mauer auf und kragt zur Straße hin vor. Darüber erhebt sich bündig ein dreistöckiger Giebel. Vor diesem befindet sich ein nicht auf den ersten Blick sichtbarer Schwebegiebel, auch Freigespärre genannt. Die Rähme, die den Schwebegiebel tragen, sind mit Knaggen verriegelt. Wie zu dieser Zeit üblich bilden die Streben der zwei Stockwerke den Schwäbischen Mann.
Der Grundriss des Hauses ist in drei Querstreifen geteilt, und die Wände aller Stockwerke stehen noch übereinander. Im Unterzug einer Bohlendecke sind noch gotische Schnitzereien vorhanden.